# Cino da Pistoia
Cino da Pistoia eller Guittocino dei Sighibuldi, född omkring 1270 och död omkring 1336, var en italiensk skald.
Cino da Pistoia var landsflyktig tillsammans med i neri (de svarta) mellan 1303 och 1306. Cina da Pistoja var professor i juridik vid flera olika universitet. Han var inom poesin en av de mest framstående representanterna för il dolce stile nuovo. 
Cinoa da Pistoias dikter utgavs av Guido Zaccagnini 1925.